# 绢毛萼飞蛾藤
绢毛萼飞蛾藤（学名：Porana mairei var. holosericea）是旋花科飞蛾藤属小萼飞蛾藤的变种。分布于中国大陆的四川等地，生长于海拔2,400米的地区，多生长于山坡密林下，目前尚未由人工引种栽培。